# Головін Сергій Селіванович
Сергій Селівановіч Головін (1866—1931) — російський радянський лікар-офтальмолог, доктор медицини, медик, професор Московського університету.

## Біографія
Потомствений дворянин. Народився 14 (26) липня 1866 в Болхове Орловської губернії.
У 1884 році закінчив Орловську гімназію зі срібною медаллю, а в 1889 році — медичний факультет Московського університету зі ступенем лікаря; учень професора Г. І. Брауна. Деякий час працював помічником земського лікаря в Серпуховском повіті Московської губернії. Потім протягом декількох місяців займався під керівництвом професора А. Н. Маклакова, на той час змінив Г. І. Брауна в Московській очній лікарні. Був рекомендований Маклаковим в приватну лікарню доктора С. В. Топурія в Кутаїсі. У 1892 році Маклаков запропонував Головіну місце ординатора в новій університетської очної клініці, яка відкрилася на Дівочому полі в Москві.
У 1895 році С. С. Головін захистив дисертацію на тему «Офтальмотонометріческіе дослідження», був обраний приват-доцентом і в цьому ж році затверджений на посаді старшого помічника очної клініки Московського університету. Керував в цей час клінікою — після смерті Маклакова — професор А. О. Крюков, який доручив Головіну керівництво будівництвом окремої будівлі амбулаторії клініки.
У 1903 році Головін був обраний на посаду професора на кафедрі офтальмології Новоросійського університету в Одесі. Відкриття кафедри офтальмології відбулося 25 вересня 1903 року вступною лекцією Головіна «Про сліпоти в Росії». За його активної участі в 1905 році при університеті була відкрита очна клініка; також їм було створено Одеське офтальмологічне суспільство. Працюючи в новій клініці, С. С. Головін написав монографію «Про сліпоту в Росії». А співробітниками клініки були підготовлені 4 докторські дисертації, в числі яких були дисертації В. П. Філатова (1908) і К. А. Юдіна (1910).
У 1911 році Головін переїхав до Москви, де був обраний на посаду головного лікаря Московської очної лікарні і ординарним професором Московського університету по кафедрі офтальмології і займав ці посади до 1917 року.
У 1919—1924 роках він — професор Вищої медичної школи, а з 1925 року — понадштатний професор і завідувач очної поліклінікою клінічної лікарні 1-го МГУ, відкритої в будівлі колишньої Ново-Катерининської лікарні.
С. С. Головін опублікував понад 100 наукових робіт з діагностики та лікування хвороб очей, в тому числі роботи про поширення сліпоти в Росії, про оперативне лікування пульсуючого витрішкуватість, пухлинах зорового нерва, дослідженнях субвітальних процесів в ізольованому оці. У 1923 році С. С. Головін завершив свою капітальну працю «Клінічна офтальмологія», в 3-х частинах.
Головіним була запропоновані гіпотеза аутоцітотоксіческого походження симпатичної офтальмии; класифікація клінічних форм сліпоти, що враховує характер анатомічних змін і етіологічні фактори, що викликали її; таблиця для визначення гостроти зору; таблиці переведення показань очного тонометра в величини очного тиску; метод визначення кута прихованого косоокості на простому і проєкційному периметрах; ретробульбарна діафаноскопія. Він розробив ряд операцій; вперше з успіхом здійснив таке складне втручання, як перекручування верхньої глазничной вени при аневризмі кавернозного синуса. Його дослідження показали значення кровоносних судин в регуляції внутрішньоочного тиску, а в порушенні їх реакцій дозволили побачити причину глаукоми.
Помер 28 квітня 1931 роки від сильного серцевого нападу. Похований на Новодівочому кладовищі.
С. С. Головін був почесним членом Німецького і Французького офтальмологічних товариств.